# Свейдн Арон Гудйонсен
Свейдн Арон Гудйонсен (ісл. Sveinn Aron Guðjohnsen, нар. 12 травня 1998, Рейк'явік) — ісландський футболіст, нападник шведського клубу «Ельфсборг» та національної збірної Ісландії.

## Клубна кар'єра
Народився в Рейк'явіку, але футболу навчався в Іспанії, з 2006 по 2010 року граючи в академії «Барселони», поки його батько грав за першу команду; Потім тренувався у невеликій іспанській команді «Гава» до 2015 року, коли повернувся на батьківщину.
Перші три роки своєї дорослої клубної кар'єри він провів в ісландських лігах, спочатку у другому дивізіоні граючи за «Коупавогур», а потім у вищому дивізіоні за «Валюр» та «Брєйраблік».
26 липня 2018 року він підписав контракт з італійським клубом Серії B «Спеція». Він дебютував у другому італійському дивізіоні 29 вересня 2018 року у грі проти «Карпі» на 59-й хвилині замінивши Андрея Галабинова.
31 січня 2019 року він був відданий в оренду клубу Серії С «Равенна», після чого повернувся до «Спеції», якій допоміг 2020 року вперше вийти до Серії А. Втім ще до початку того сезону 13 вересня 2020 року він знову був відданий в оренду, цього разу данському клубу«Оденсе» на сезон 2020/21.

## Виступи за збірні
Гравець юнацьких та молодіжних збірних Ісландії. З молодіжною командою поїхав на молодіжний чемпіонат Європи 2021 року в Угорщині та Словенії, де в матчі проти збірної Росії, відзначився голом.

## Статистика
Станом на 4 грудня 2020
| Клуб         | Сезон   | Ліга        | Чемпіонат | Чемпіонат | Кубок | Кубок | Єврокубки | Єврокубки | Інше | Інше  | Всього | Всього |
| Клуб         | Сезон   | Ліга        | Ігор      | Голів     | Ігор  | Голів | Ігор      | Голів     | Ігор | Голів | Ігор   | Голів  |
| ------------ | ------- | ----------- | --------- | --------- | ----- | ----- | --------- | --------- | ---- | ----- | ------ | ------ |
| «Коупавогур» | 2016    | 1 дивізіон  | 10        | 5         | 1     | 0     | –         | –         | 4    | 1     | 15     | 6      |
| «Валюр»      | 2016    | Урвалсдейлд | 6         | 0         | 1     | 0     | –         | –         | –    | –     | 7      | 0      |
| «Валюр»      | 2017    | Урвалсдейлд | 6         | 1         | 2     | 0     | 3         | 0         | 6    | 1     | 17     | 2      |
| «Валюр»      | Total   | Total       | 12        | 1         | 3     | 0     | 3         | 0         | 6    | 1     | 24     | 2      |
| «Брєйраблік» | 2017    | Урвалсдейлд | 10        | 2         | 0     | 0     | –         | –         | –    | –     | 10     | 2      |
| «Брєйраблік» | 2018    | Урвалсдейлд | 12        | 3         | 2     | 1     | –         | –         | 5    | 1     | 19     | 5      |
| «Брєйраблік» | Всього  | Всього      | 22        | 5         | 2     | 1     | 0         | 0         | 5    | 1     | 29     | 7      |
| «Спеція»     | 2018–19 | Серія B     | 8         | 0         | 0     | 0     | –         | –         | –    | –     | 8      | 0      |
| «Равенна»    | 2018–19 | Серія C     | 11        | 1         | 0     | 0     | –         | –         | –    | –     | 11     | 1      |
| «Спеція»     | 2019–20 | Серія B     | 15        | 2         | 1     | 1     | –         | –         | –    | –     | 16     | 3      |
| «Спеція»     | Всього  | Всього      | 23        | 2         | 1     | 1     | 0         | 0         | 0    | 0     | 24     | 3      |
| «Оденсе»     | 2020–21 | Суперліга   | 5         | 1         | 0     | 0     | –         | –         | –    | –     | 5      | 1      |
| Загалом      | Загалом | Загалом     | 83        | 15        | 7     | 2     | 3         | 0         | 15   | 3     | 108    | 20     |

## Особисте життя
Його батько Ейдур Гудйонсен є рекордсменом збірної Ісландії за кількістю забитих голів і грав у багатьох відомих клубах, таких як «Челсі», «Барселона» та «Тоттенгем». Його дід Арнор Гудйонсен також багато років представляв Ісландію на міжнародному рівні. Його молодші брати Андрі та Даніель Трістан також стали футболістами, пройшовши академію мадридського «Реала».